# Schmiedefeld am Rennsteig
Schmiedefeld am Rennsteig là một đô thị ở huyện Ilm, in Thüringen, Đức. Đô thị này có diện tích 18,43 km², dân số thời điểm 31 tháng 12 năm 2006 là 1871 người.